# Оу Кайчунь
Оу Кайчунь (кит. упр. 欧铠淳, пиньинь Ōu Kǎichún, ютпхин: au1 hoi2 seon4, 30 мая 1992) — гонконгская пловчиха, многократный призёр Азиатских игр.
Родилась в 1992 году в Гонконге. В 2007 году стала чемпионкой Азиатских игр в помещениях. В 2008 году приняла участие в Олимпийских играх в Пекине, но стала лишь 31-й на дистанции 200 м вольным стилем, 24-й — на дистанции 400 м вольным стилем, и 29-й — на дистанции 800 м вольным стилем. В 2009 году завоевала две серебряные и две бронзовые медали Восточноазиатских игр. В 2010 году стала бронзовой призёркой Азиатских игр. В 2012 году приняла участие в Олимпийских играх в Лондоне, но стала лишь 39-й на дистанции 100 м на спине, и 36-й — на дистанции 200 м на спине. В 2014 году завоевала три бронзовых медали Азиатских игр.